# ماري لافينيا غريفيث
ماري لافينيا غريفيث (بالإنجليزية: Mary Lavinia Griffith)‏ هي مربية ماشية أمريكية، ولدت في 25 يونيو 1906 في تيريل في الولايات المتحدة، وتوفيت في 13 أكتوبر 1993 في أوستن في الولايات المتحدة.